# Certain Encounter 81
Certain Encounter 81 (deutsch bestimmte Begegnung) / REFORGER 81 war ein US-amerikanisches, britisches und deutsches REFORGER-FTX-Militärmanöver in Hessen, welches im Herbst 1981 stattfand und an dem insgesamt 71.000  NATO-Soldaten teilnahmen.

## Truppengliederung
Die Übungstruppe BLAU setzte sich wie folgt zusammen:
- 8th US-Infantry Division (Mech)
- 11th US-Armored Cavalry Regiment „Black Horse“, Fulda
- 12th US-Engineer Battalion
- 130th US-Engineer Brigade
  - 549th Engineer Battalion (MFAB - Mobile Floating Assault Bridge - Pionierbrücken)

Dazu folgende REFORGER-Truppen BLAU:
- Hauptquartier des III. US-Corps, Fort Hood, Texas
- 7th US-Infantry Division, Fort Ord, Kalifornien
  - 2nd Brigade
- 9th US-Infantry Division, Fort Lewis, Washington
  - 1× Infantry Battalion
- große Teile der 4th US-Infantry Division (Mech), Fort Carson, Colorado
- 1/195 Armor Battalion (ARNG), Nebraska
- 1× Infantry Battalion (Mech) (US-Nationalgarde[3]), Iowa
- 33 aktive Einheiten
- 32 USNG und USAR Combat Support Units - Kampfunterstützungstruppen

ORANGE gliederte sich wie folgt:
- 3rd US-Armored Division
  - 1st Brigade in Kirch-Göns
  - 2nd Brigade in Gelnhausen
  - 23rd US-Engineer Battalion (M60 AVLB[4])
  - 3rd Battalion / 61st US-Air Defence Artillery Regiment
- 41st US-Field Artillery Brigade
- 42nd US-Field Artillery Brigade
- 20. UK-Armoured Brigade
  - Hauptquartier der Brigade
  - Signal Squadron
  - The Queen’s Own Hussars (Chieftain)
  - 1st Battalion, The Royal Welch Fusiliers (Infanterie)
  - 31st Armoured Engineer Squadron
  - 37th Field Squadron, Royal Engineers
  - 4th Armoured Workshop, REME
- Teile der 11th UK-Armoured Brigade
- The Life Guards (Chieftain)
- Teile der 9th/12th Royal Lancers
  - C–Squadron
- 39th UK-Field Regiment, Royal Artillerie
- 4th Regiment Army Air Corps
  - Teile der 654th Squadron, Royal Air Force (Westland-Lynx-Mehrzweckhubschrauber)[5]
  - eine Abteilung (Puma CH MK 1 Transporthubschrauber)
- 5. Panzerdivision, Diez, im weiteren Verlauf durch Umgruppierung zu BLAU
  - Panzeraufklärungsbataillon 5, Sontra
  - Panzerflugabwehrkanonenregiment 5 (Flakpanzer Gepard)
  - Panzergrenadierbrigade 6[6]
  - Panzergrenadierbrigade 13

Leitungs- u. Schiedsrichterdienst stellte die 1st Brigade/8. US-Infantry Division.

## Umfang
Übungsbeginn war der 8. September 1981 und Übungsende der 23. September 1981, wobei der Rückmarsch bis zum 25. September 1981 andauerte. Der Rückmarsch der REFORGER-Truppen war bis zum 18. Oktober 1981 abgeschlossen. Certain Encounter 81 fand unter der Beteiligung von 71.000 Soldaten, 15.000 Radfahrzeugen und 4.800 Kettenfahrzeuge statt. Von der Luftwaffe der NATO-Truppen waren 600 Kampfflugzeuge beteiligt.

## Auftrag
Ein wichtiges Übungsziel von Certain Encounter 81 war die Interoperability   der Truppe. Für die Übungstruppe lag der Fokus im Überwinden von Gewässern aus der Bewegung, Überwinden von Sperren, dem Öffnen von Engen, sowie dem Ablösen durch Alliierte. Des Weiteren wurden Kompaniechefs, Zugführer und Spähtruppführung in bestimmten taktischen Verfahren, wie zum Beispiel dem Sehstreifenverfahren.

## Ablauf
Der Verfügungsraum der 8th US-Infantry Division befand sich um Alsfeld. Als Ballungsraum diente die Gegend um Alsfeld, Homberg, Schwalmstadt, Neukirchen, Oberaula, Gerterode, Mühlbach, Sterkelshausen, Schlitz, Lauterbach, Gießen, Marburg, Melsungen, Erksdorf, Ulrichstein und Treysa. Brückenschläge über den Rhein durch die 8th US-Infantry Division fanden vom 9. bis 11. September 1981 und zur gleichen Zeit über den Main bei Mainhausen durch das 549th MFAB-Pionierbataillon statt. Aus den USA wurden 17.000 REFORGER-Soldaten eingeflogen. Sie nahmen vom 25. bis 28. September 1981 auf dem Truppenübungsplatz Baumholder an einem Gefechtsschießen teil. In Hassenhausen wurde eine ABC-Dekontaminatiosstelle der US-Truppen eingerichtet.
Der Gefechtsstand der 5. Panzerdivision befand sich zeitweise auf dem Gut Schloß Falkenberg in Oberhessen.
Die 5. Panzerdivision ORANGE führte einen Angriff aus, wechselte daraufhin die Seite und führte für BLAU einen Gegenangriff durch. Die PzGrenBrig 13 hatte während der Gefechtsübung den Auftrag mit Einsatz der Brigadereserve, flankierend vor einer Nachbarbrigade anzugreifen. Dazu musste eine Reihe von Absprachen zwischen den Gefechtsständen der Brigaden und Bataillone erfolgen. Die Koordination wurde teilweise durch Verbindungshubschrauber hergestellt. Verbindungsoffiziere informierten über die Lage der Nachbareinheiten.
Der Einsatz der Panzeraufklärungstruppe (Brigadespähzug nach Heeresstruktur 3, verstärkt durch M113-MTWs und 0,5t LKW) wurde vom Schiedsrichterdienst erst kurz vor Angriffsbeginn freigegeben, was zu wirklichkeitsfernen Bildern führte. Die PzGrenBrig 13 war über den Führungskreis mit dem Spähzug über das Lagebild informiert.
Die Manöverschäden von Certain Encounter 81 im Vogelsbergkreis waren beträchtlich, was jedoch von der US-Army dementiert werden. REFORGER 81 brachte u. a. Innovationen in der Umsetzung moderner Fernmeldetechnik.

## Medien
- Die großen Übungen der Bundeswehr 2. DVD. Breucom-Medien, 2011, ISBN 978-3-940433-33-6.